# Агасандян, Микаэл Вадимович
Микаэ́л Вади́мович Агасандя́н (род. 18 апреля 1973) — российский дипломат. Постоянный и полномочный представитель Российской Федерации при ОДКБ (2021—2024). Чрезвычайный и полномочный посол (2025).

## Биография
Окончил Институт стран Азии и Африки МГУ им. М. В. Ломоносова (1996). На дипломатической работе с 1996 года. Кандидат экономических наук (2003).
В 1996—2000 годах — сотрудник Посольства России в Тунисе.
В 2000—2003 годах — сотрудник Департамента Ближнего Востока и Северной Африки МИД России.
В 2003—2007 годах — сотрудник Посольства России в Тунисе.
В 2007—2010 годах — сотрудник отдела СБ и ГА ООН в Департаменте международных организаций МИД России.
В 2010—2015 годах — советник, старший советник Постоянного представительства Российской Федерации при ООН в Нью-Йорке.
В 2015—2021 годах — заместитель директора Департамента международных организаций МИД России.
С июля 2021 по июнь 2023 года — посол по особым поручениям МИД России.
С 21 сентября 2021 по 9 апреля 2024 года — постоянный и полномочный представитель Российской Федерации при Организации Договора о коллективной безопасности (ОДКБ).
С 26 июня 2023 года — директор Первого департамента стран СНГ МИД России.

## Дипломатический ранг
- Чрезвычайный и полномочный посланник 2 класса (26 декабря 2017)[5].
- Чрезвычайный и полномочный посланник 1 класса (10 июня 2022)[6].
- Чрезвычайный и полномочный посол (11 июня 2025)[7].

## Награды
- Медаль ордена «За заслуги перед Отечеством» II степени (10 июля 2023) — за большой вклад в реализацию внешнеполитического курса Российской Федерации и многолетнюю добросовестную дипломатическую службу[8].